# Enzo Marchesi
Enzo Marchesi (Torino, 26 aprile 1907 – Verona, 22 febbraio 1997) è stato un generale italiano che ricoprì la carica di capo di stato maggiore della Difesa.

## Biografia
Intrapresa la carriera militare giovanissimo, dopo la frequentazione della scuola militare dalla quale uscì il 16 giugno 1927 col grado di sottotenente di fanteria, venne assegnato al 2º Reggimento bersaglieri e il 15 ottobre successivo venne ammesso alla frequentazione dei corsi dell'Accademia Militare di Modena.
Nel luglio 1930 venne assegnato al 3º Reggimento alpini di Torino ed il 27 agosto dell'anno successivo ottenne la promozione al grado di tenente, venendo ammesso il 28 ottobre 1934 al 64º corso di stato maggiore della scuola di guerra di Torino e venne successivamente assegnato alla divisione alpina "Taurinense". Conseguita la promozione al rango di capitano, il 1º ottobre 1938 venne trasferito al 6º Reggimento alpini di Vipiteno come comandante della 53º compagnia del battaglione "Vestone" col quale partì come volontario nella guerra civile spagnola a fianco dei nazionalisti.
Il 28 agosto 1940 venne destinato a Mondovì come addetto alla 1ª Armata inviato dall'ufficio operazioni dello stato maggiore partecipando alle operazioni sulla frontiera alpina occidentale. Nel 1941 venne promosso al grado di maggiore ed il 15 gennaio 1942 venne trasferito al 4º Reggimento alpini come comandante del battaglione "Monte Cervino" e poi nel 1943 venne trasferito a Cagliari come sottocapo del XXX Corpo d'armata.
Sottrattosi dopo l'8 settembre 1943 alla cattura in territorio metropolitano occupato, aderì alla resistenza assieme ai partigiani del Piemonte.
Dal 15 settembre 1943 al 15 marzo 1944 fece parte della formazione partigiana "Banda Miroglio"; dal 10 agosto 1944 all'8 giugno 1945 fece parte della 1ª Divisione G.L. Brigata "Valle Stura" assumendo la qualifica gerarchica partigiana di "Partigiano combattente" ed ufficiale di collegamento. 

### Nel dopoguerra
Dopo l'avvento della repubblica, continuò a rimanere in servizio e nel febbraio 1948 ottenne il grado di tenente colonnello con la speciale dicitura "per meriti di guerra". Il 20 novembre di quello stesso 1948 venne nominato Capo della Sottodelegazione Italiana per la delimitazione del confine italo-jugoslavo. Promosso colonnello il 31 maggio 1952, due anni dopo venne inviato in missione a Parigi come addetto della delegazione militare italiana del CIM della Comunità europea di difesa. Nel 1954 venne anche posto a capo del 4º Reggimento alpini di Torino.
Promosso al rango di generale di brigata dal 25 maggio 1957, il 15 giugno di quello stesso anno venne posto a capo della brigata alpina "Julia" di Udine e poi comandante della scuola militare di Civitavecchia. Il 27 gennaio 1960 venne promosso al grado di generale di divisione e divenendo quattro anni dopo generale di corpo d'armata. Il 30 maggio 1964 venne nominato comandante del Comiliter di Palermo e poi venne affidato al comando del IV Corpo d'armata alpino di stanza a Bolzano. Nel 1968 fu nominato  capo di stato maggiore dell'Esercito italiano.
Infine diviene capo di stato maggiore della Difesa, primo partigiano a giungere ai vertici delle forze armate, il 15 gennaio 1970, fino al 30 luglio 1972.
Fu posto a congedo per limiti di età il 30 settembre 1972.